# Pedro de Bérgamo

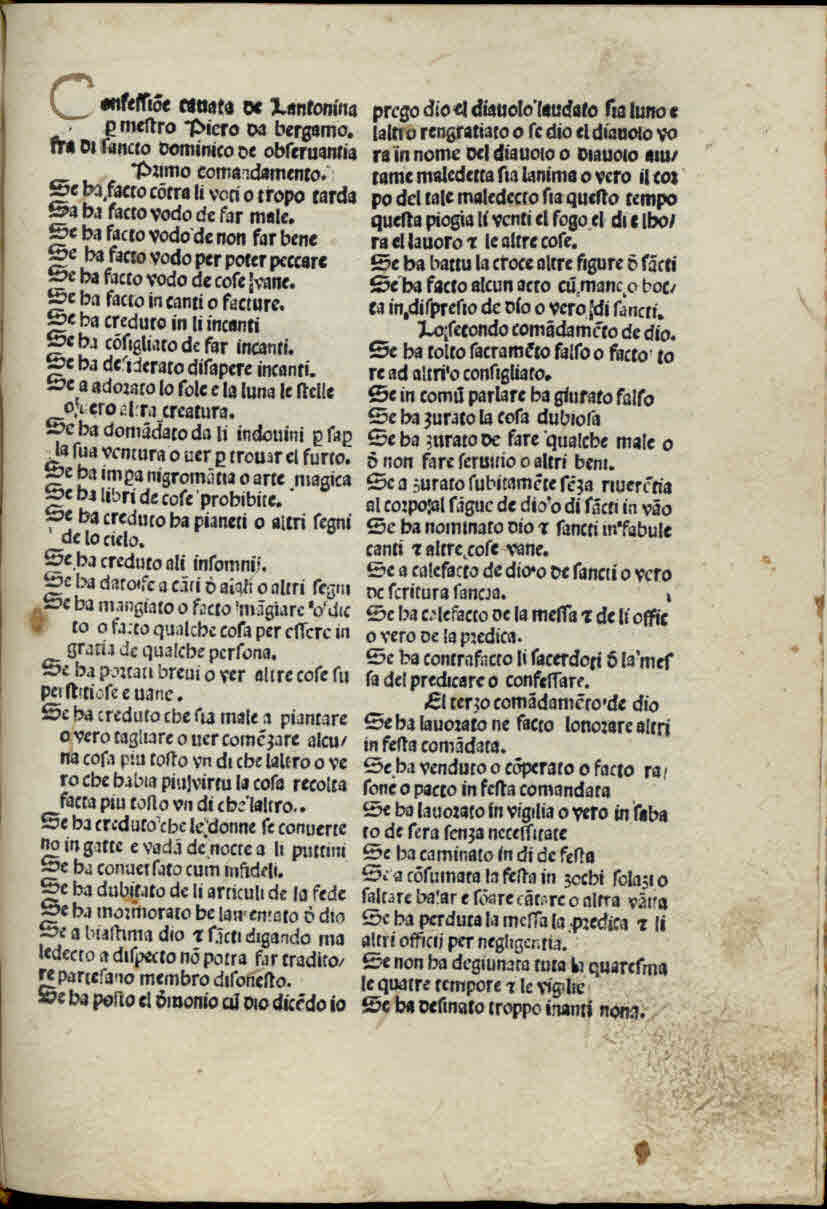
Confessione cavata dall'Antonina, 1487-1490

Pedro de Bérgamo também chamado Pedro de Almadura (1400 ca. - 1482) foi um teólogo dominicano italiano.

## Vida
Nascido em Bérgamo no início do século XV, ingressou na Ordem Dominicana em sua cidade natal e completou seus estudos na Universidade de Bolonha, onde recebeu seu diploma. Na Casa Dominicana de Estudos, ele ocupou os cargos de Mestre de Estudantes e Bacharel do Studium.
Ele morreu em Piacenza em 1482. O povo de Piacenza o venerava como santo, e Leandro Alberti afirma que milagres foram realizados por sua intercessão. Seus restos mortais foram depositados em uma cripta sob o altar-mor da capela de São Tomás.

## Obra
Todos os seus escritos sobreviventes tratam das obras de Tomás de Aquino: "Index universalis in omnia opera D. Th. de Aquino" (Bolonha, 1475) e "Concordantiæ locorum doct. Angel. quæ sibi invicem adversari videntur" (Basiléia, 1478), combinado sob o título, "Tabula in libros... cum addibus conclusionum, concordantiis Iocorum et S. Script. auctoritatibus" (Veneza, 1497; Roma, 1535).
Na edição das obras de São Tomás publicada por ordem de Pio V, todos os índices de Almadura, etc. aparecem sob o nome: "Tabula aurea exim. doct. Fr. Petri de Bergamo... in omnes libros, opuscula et commentaria D. Th . Aquino. (Roma, 1570). Esta "Tabula aurea" foi republicada como vol. XXV da edição de Parma das obras de São Tomás (Parma, 1873).